# Bernward Hölting
Bernward Hölting (* 22. Mai 1930 in Kiel; † 11. Januar 2015 in Mainz) war ein deutscher Hydrogeologe.

## Leben
Hölting studierte an der Universität Kiel und war dort am Geologischen Institut. Ende der 1950er Jahre hielt er sich zu Forschungszwecken in San Salvador auf. Danach nahm er am Hessischen Landesamt für Bodenforschung eine Tätigkeit auf, wo er Leitender Geologiedirektor wurde. Außerdem hatte ihn die Universität Marburg als Lehrbeauftragten und ab 1982 als Honorarprofessor gewonnen. 
Von 1980 bis 1987 leitete er die Fachsektion Hydrogeologie der Deutschen Geologischen Gesellschaft.
Er war Verfasser eines Standardwerks zur Hydrogeologie und veröffentlichte zum Beispiel über Mineralquellen in Hessen und die geogene chemische Zusammensetzung von Grundwässern.
Hölting war seit 1952 Mitglied der katholischen Studentenverbindung A.V. Rheno-Guestfalia Kiel.

## Schriften
- Hydrogeologie. Einführung in die Allgemeine und Angewandte Hydrogeologie,  Enke Verlag, 1980, 3. Auflage 1989, 7. Auflage Spektrum Akademischer Verlag 2009 mit Wilhelm Coldewey
- mit Adam Christoph, Walter Gläßer: Hydrogeologisches Wörterbuch, Enke Verlag 2000
- mit Klaus-Dieter Balke, Ulrich Beims, Franz Wilhelm Heers, Reiner Homrighausen, Georg Matthess: Grundwassererschließung, Lehrbuch der Hydrogeologie, Band 4, Borntraeger Verlag 2000
- Die Mineralquellen in Bad Wildungen und Kleinern (Landkreis Waldeck, Hessen),  Abhandlungen des Hessischen Landesamts für Bodenforschung 53, 1966
- mit Witigo Stengel-Rutkowski: Beiträge zur Tektonik des nordwestlichen Vorlandes des basaltischen Vogelsberges, insbesondere des Amöneburger Beckens, Abhandlungen des Hessischen Landesamts für Bodenforschung 47, 1964
- mit anderen: Konzept zur Ermittlung der Schutzfunktion der Grundwasserüberdeckung, Bundesanstalt für Geowissenschaften und Rohstoffe 1995
- Erläuterungen zur Karte der Mineral- und Heilwasservorkommen in Hessen 1:300.000, Hessisches Landesamt für Bodenforschung 1985
- Beiträge zur Hydrochemie der Tiefenwasser, Zeitschrift Deutsche Geologische Gesellschaft, Band 121, 1969, S. 19–44
- Bemerkungen zur Herkunft der Salinarwässer am Taunusrand, Geologisches Jahrbuch Hessen, Band 105, 1977, S. 211–221